# Perșani-Gebirge

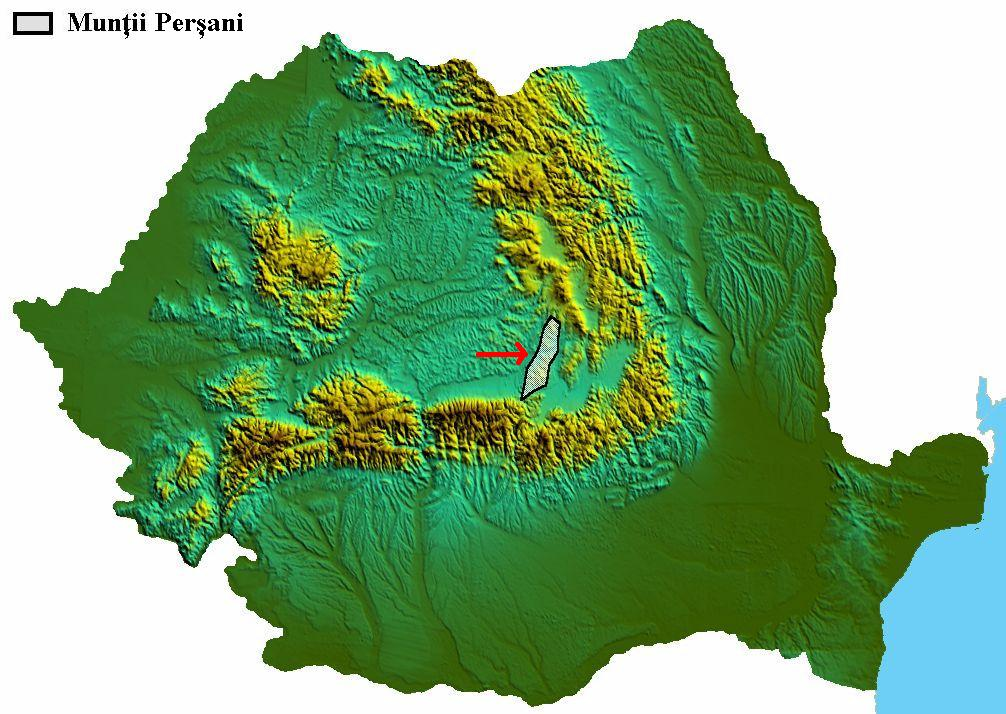
Munții Perșani in Rumänien

Das Perșani-Gebirge (dt. auch Geisterwald, rum. Munții Perșani) ist ein kleines Gebirge westlich von Brașov in Rumänien. Es wird zu den Ostkarpaten gezählt. Sein höherer südlicher Abschnitt ist jedoch eigentlich ein Ausläufer der Südkarpaten.
Das Gebirge trennt das Siebenbürgische Becken im Westen von der Kronstädter Senke (Depresiunea Brașovului) im Osten, die im Wesentlichen dem historischen Burzenland entspricht.
Der rumänische Name leitet sich von der Ortschaft Perșani ab, der deutsche vom Dorf Apața (dt. Geist).
Der Hauptkamm verläuft in Nord-Süd-Richtung und hat eine Länge von ca. 60 km. Er wird im Engpass Defileul Racoș vom Olt durchbrochen. Höchster Gipfel ist der Vârful Cetății mit 1104 m, im Nordteil der Vârful Dugău mit 1011 m.
Begrenzt wird das Gebirge
- im Norden von Ausläufern des Harghita-Gebirges,
- im Nordwesten vom Fluss Homorodul Mic,
- im Westen vom Hochland Podișul Hârtibaciului,
- im Südwesten von den Ausläufern des Făgăraș-Gebirges,
- im Südosten vom Măgura-Codlei-Höhenzug und von der Burzenländer Senke,
- im Nordosten vom Baraolt-Gebirge.

## Beschreibung
Das Perșani-Gebirge besteht vorwiegend aus Basalt, Schiefer und Flysch. Es ist überwiegend bewaldet. Zum großen Teil sind die Erhebungen abgerundet. Die Verschiedenartigkeit des Gesteins führte jedoch auch zur Entstehung interessanter Naturphänomene (Basaltformationen, Höhlen, Schluchten).

## Tourismus
Das Gebirge ist touristisch kaum erschlossen. Es gibt nur wenige markierte Wanderwege und kaum Unterkünfte.

## Naturschutz
Relativ große Flächen des Gebirges stehen unter Naturschutz. Diese sind gleichzeitig die bedeutendsten Sehenswürdigkeiten:
- Cheile Dopca (Schlucht)
- Cheile Vârghișului (Schlucht)
- Coloanele de Bazalt de la Piatra Cioplită (Basaltsäulen)
- Coloanele de Bazalt de Racoș (Basaltsäulen)
- Cotul Turzunului (Olt-Mäander)
- Locul Fosilifer Carhaga (Fossilienfundort)
- Microcanionul de Bazalt de la Hoghiz
- Pădurea Bogății
- Peștera Bârlogul Ursului (Höhle)
- Zona carstică Godra

## Ortschaften in der Umgebung
- Apața (Geist)
- Baraolt
- Brașov (Kronstadt)
- Codlea (Zeiden)
- Hoghiz (Warmwasser)
- Homorod (Hamruden)
- Rupea (Reps)
- Șercaia (Schirkanyen)
- Vârghiș